# Accidents Polipoètics
Accidents Polipoètics fou un grup de polipoesia format per Rafael Metlikovez (Canovelles, 1964-2017) i Xavier Theros (Barcelona, 1963) que combina poesia, performance i humor.

## Història
Fundat l'any 1991, la seva primera actuació va ser al bar Mirallet de Granollers. Considerats com un dels exponents més creatius de la poesia sonora espanyola. Els seus texts han estat traduïts al català, l'anglès, l'alemany, l'italià i el portuguès.
Han presentat els seus treballs en teatres com el Malic, el Mercat de les Flors, el Sant Andreu Teatre, la sala Beckett, l'Antic Teatre, La Seca Espai Brossa, sala Conservas o el Tantarantana de Barcelona, a les sales Alfil, Suristan i la Sorgona de Madrid. Al Buero Vallejo de Guadalajara, teatre Alameda de Málaga o Joaquín Turina de Sevilla.
Han participat en els festivals de Tàrrega, Castella la Manxa, Granada, Huelva, Huesca, Donosti, Actual de Logroño, Fest i Zemos de Sevilla, Encontre Internacional de Performance de Palma, i en festivals internacionals de teatre i poesia, com en el Poliphonix de París, en el festival de poesia de Berlín i Porto, al Cosmopoética de Còrdova, en el festival de Bucaramanga (Colòmbia), en el festival Ex-Teresa la Antigua i en la Casa del Lago (tots dos a Mèxic DF), o en la Setmana de poesia de Barcelona.
Així mateix, han col·laborat en dos espectacles de La fura dels baus ("Manes" el 1997 i "Òbit" l'any 2004), pels que també van redactar la presentació de la seva pàgina Web. Amb les companyies de dansa de Sol Picó ("Razona la vaca") i Xevi Dorcas. O amb Antonio Escohotado i Mil dolores pequeños en la campanya anti-prohibicionista "De la piel pa dentro mando yo". També han col·laborat, junts i en solitari, en el diari El País. I amb els cineastes André Cruz, Luís de la Madrid i Pere Pueyo, en el curtmetratge "Más triste es robar".
Van guanyar un Aplaudiment al premi Sebastià Guasch de 1997, concedit a la Fundació Miró per la seva aportació a les arts para-teatrals, i l'Slam Poetry de Roma, l'any 2007.

## Teatre
Pel que fa al vessant teatral, han estrenat sis espectacles: 
- Polipoesía urbana de pueblo (El Mirallet, 1991)[2]
- Más triste es robar (Teatre Malic, 1995)[2]
- Pim, pam, pum Lorca (Teatre Malic, 1998)[4]
- Soltero busca o El cuelgue de los hábitos (Teatre Malic, 2001)[4]
- Franco ha muerto o Cómo idiotizar a un pollo (Sala Beckett, 2005)[4]
- Fe, esperanza y Chachachá (Teatre Tantarantana, 2007).[2]
- Ontología General (Espai Brossa, 2011)
- Baby Bum (La Seca Espai Brossa, 2013-2014)

## Discografia
- “Polipoesía Urbana De Pueblo” (1995)[5]

## Llibres
- Accidents Polipoètics (poemes traduïts al català) (Ed. Dentro di Me, 1992)
- Más Triste Es Robar (Ed. Del Khan, 1997)
- Accidents Polipoètics. Todos tenemos la razón / Accidents Polipoètics.  Barcelona: Ediciones de la Tempestad, 2003 (Col·lecció La Tempestad ficción; 06). ISBN 8479489634.
- Aforismos, gargarismos y otos ismos (Ed. Arrebato, 2011)